# Saint-Rémy (Saône-et-Loire)
Saint-Rémy ist eine französische Gemeinde mit 6.476 Einwohnern (Stand: 1. Januar 2022) im Département Saône-et-Loire in der Region Bourgogne-Franche-Comté. Sie gehört zum Arrondissement Chalon-sur-Saône und zum Kanton Saint-Rémy. Die Bewohner werden San-Rémois und San-Rémoisesm genannt.

## Geographie
Saint-Rémy liegt etwa 2,5 Kilometer südwestlich von Chalon-sur-Saône am Flüsschen Talie, das hier kurz vor der Saône in die Corne einmündet. Umgeben wird Saint-Rémy von den Nachbargemeinden Chalon-sur-Saône im Norden, Lux und Sevrey im Osten und Südosten, La Charmée im Süden sowie Givry und Châtenoy-le-Royal im Westen.
Durch die Gemeinde führt die Autoroute A8.

## Bevölkerungsentwicklung
| Jahr      | 1962 | 1968 | 1975 | 1982 | 1990 | 1999 | 2006 | 2011 | 2020 |
| Einwohner | 3787 | 4126 | 4926 | 5177 | 5627 | 5961 | 5824 | 6293 | 6605 |

## Sehenswürdigkeiten
- Château de Taisey, im 17. Jahrhundert errichtet auf der Fundamenten der früheren Fortifikation des 13. Jahrhunderts, Fassaden und Dächer seit Mai 1975 als Monument historique eingeschrieben
- Museum der Schule von Chalon

## Persönlichkeiten
Geboren in Saint-Rémy:
- Rachida Dati (* 1965), französische Politikerin (LR)
- Régis Juanico  (* 1972), französischer Politiker (PS)
- Benjamin Griveaux (* 1977), französischer Politiker (RE)
- Christophe Guénot (* 1979), französischer Ringer
- François Fargère (* 1985), französischer Schachspieler
- Solène Durand (* 1994), französische Fußballspielerin

## Gemeindepartnerschaften
- Ottweiler, Saarland, Deutschland